# Santa Maria (Kaapverdië)
Santa Maria, officieel Cidade de Santa Maria is een plaats in het zuiden van het Kaapverdische eiland Sal met 6.272 inwoners. Met de opkomst van het toerisme heeft de plaats bekendheid gekregen en is het toerisme de voornaamste inkomstenbron. Het aantal hotels en resorts in de plaats en in de omgeving groeit er dan ook snel. Daarnaast is ook de visserij een bron van inkomsten en heeft de plaats een kleine haven.